# Taboo
Jaime Luis Gomez, artísticamente conocido como Taboo o Taboo Nawasha (Los Ángeles, California, 14 de julio de 1975), es un rapero, compositor y actor estadounidense de origen mexicano, más conocido como miembro del grupo musical Black Eyed Peas.

## Biografía
Jaime Luis Gómez nació en Boyle Heights, Los Ángeles, California. Sus padres eran de origen mexicano. Asistió a Rosemead High School (clase de 1993), y se educó en Richard Garvey Intermediate School. También tiene ascendencia shoshone por parte de su abuela.
"No hablo español tan bien como quisiera, pero lo entiendo y sé darme a entender. Mi papá nació en México. Pero tampoco olvido mi otra herencia: mi mamá es una shoshone, que nació en Los Ángeles, pero viene de Dakota", explica el cantante.
Su deseo de ser famoso nació en su niñez en donde su abuela tuvo una gran resonancia ya que, en aquel entonces, ella fomentaba ese sueño; jugaba a presentarlo como todo un gran artista y lo llevaba a ver estrellas como Juan Gabriel y Vicente Fernández. Durante dieciséis años ingirió alcohol y sustancias ilícitas, motivo de la depresión que en aquel momento tenía y las giras que realizaba, influyendo gran parte el estar sin su hijo, Joshua; Taboo declara que sentía mucha soledad y el pensar que era un mal padre lo hacía tomar malas decisiones. Actualmente se encuentra recuperado y desintoxicado totalmente de las drogas, gracias a su familia, sus hijos y su esposa, que le dieron la motivación de seguir adelante.
El 12 de julio de 2008 Taboo contrajo matrimonio con su entonces novia Jaymie Dizon. La ceremonia se llevó a cabo en la iglesia católica St. Andrews, en California. Entre los padrinos del enlace se encontraban sus compañeros de banda Apl.de.ap y Will.i.am y Joshua, el hijo de Taboo. También asistió al enlace Fergie junto con su prometido de entonces, Josh Duhamel. Como dato de interés cabe destacar que el anillo que portaba Fergie era igual al que llevaba la novia.
La pareja tuvo su primer hijo, Jimmy Jalen Gómez el 19 de julio de 2009,  a Journey , el 19 de abril de 2011, y Jett en el 2016.  Él tiene otro hijo de una relación anterior, Joshua, que nació el 13 de octubre de 1993 cuando Taboo apenas tenía dieciocho años.
Le diagnosticaron cáncer de testículo en fase dos en junio de 2014, se sometió durante doce semanas a sesiones de quimioterapia intensa y agresiva, fuera del alcance del ojo público. Taboo dice que fue diagnosticado después de ir a la sala de emergencias por lo que pensó que era la gripe. Él actualmente está libre de cáncer.

## The Black Eyed Peas
Taboo se incorpora al grupo por Jerry Heller, un antiguo integrante de la banda que murió por causa del Sida. La banda que entonces se llamaba "Atban Klann" pasó a llamarse The Black Eyed Peas. Con el nuevo miembro y el nuevo integrante se pensaba cambiar la imagen del grupo para darle más promoción, pero esto no sucedió. La banda, que editó dos discos Behind the Front y Bridging The Gap no consiguió darse a conocer y estuvo a punto de abandonar el mundo musical. Pero fue en 2003 con la incorporación de Fergie, con quien se le vinculaba amorosamente pero la cantante lo desmintió, cuando se dieron a conocer mundialmente. Elephunk y Monkey Business fueron sus dos álbumes más exitosos con los que han logrado vender casi 20.000.000 de copias.
Gracias a Black Eyed Peas, Taboo se dio a conocer en todo el mundo, por eso, aprovechando su fama, Taboo anunció que lanzaría un álbum en solitario el cual aún no tiene fecha de lanzamiento.
En la ceremonia ALMA Awards, Taboo anunció que Black Eyed Peas volvería a unirse para grabar un álbum que llevará de nombre The End: The Energy Never Dies.
Así fue cuando en el año 2009 salió The E.N.D. con temas como Meet Me Halfway, Imma Be, Boom Boom Pow, etc. Este CD tuvo un gran éxito y durante el año 2010, los Black Eyed Peas hicieron un gran tour mundial llamado The End Tour. El 30 de noviembre de 2010, salió el último CD del grupo: The Beginning.

## Carrera como solista
Taboo prepara su álbum de debut como cantante solista. Algunas canciones contarán con un toque latino y canciones típicas mexicanas. Se dice que el álbum se va a llamar "Tabmagnetic". En 2008 Taboo lanzó la pista You Girl a través de internet. Esta canción podría ser incluida en el álbum e incluso podría ser el sencillo promocional, la fecha de lanzamiento del álbum aún no ha sido confirmada.
En 2007 graba la nueva versión o remix de la canción "Medicine For My Soul" versión en inglés de la canción "La llave de mi corazón" para el álbum La llave de mi corazón - Edición especial de cantante Dominicano Juan Luis Guerra.
El 24 de noviembre de 2008 fue difundido en la página web del artista en Dipdive el primer vídeo en solitario de Taboo. El título de la canción es March 27. El videoclip cuenta con la aparición de Joshua Gómez, el hijo de Taboo.
También ha realizado duetos con otros cantantes, como Sandy & Junior, Javier Vázquez, Justin Timberlake o Daddy Yankee, entre otros. Además colaboró con el cantante colombiano Juanes en la producción La Paga donde interpretó la parte en inglés del remix de esa canción, del álbum Mi Sangre.
En el 2011, Taboo cantó en los Grammy Latinos junto a Sie7e. En ese mismo año, colaboró con la cantante de pop latino, Paulina Rubio en una canción de su álbum Brava! llamada "Hoy me toca a mi".
En el 2012, colaboró con Sie7e en el remix de Tengo tu love en las versiones de español e inglés.
El 29 de diciembre de 2012 estuvo en concierto dado en Puerto San José, Escuintla, Guatemala junto a los DJs guatemaltecos: Alejandro Lemus y Alex López. Además de Christopher Lawrence considerado uno de los mejores DJ del mundo, Jerome Isma-Ae y el dúo egipcio Aly & Fila. Taboo cerró la noche con broche de oro al dar lo suyo en el escenario.

## Discografía
Al integrarse al grupo de Black Eyed Peas empezó su carrera musical. El primer álbum de estudio se llamó Behind the Front lanzado en 1998 con no muchas ventas y sin certificaciones. Luego llegó el siguiente álbum de estudio titulado Bridging The Gap lanzado en 2000 con un poco más de ventas que el anterior aún sin certificaciones. En 2003 llegó Elephunk con la aparición de la cantante Fergie obteniendo alrededor de ocho millones de ventas y certificado como triple platino. Dos años después llegó el cuarto álbum de estudio titulado Monkey Business obteniendo alrededor de doce millones de ventas.
- Behind The Front 1998
- Bridging The Gap 2000
- Elephunk 2003
- Monkey Business 2005
- The E.N.D. (The Energy Never Dies) 2009
- The Beginning 2010

## Filmografía
| Año  | Título                                | Personaje         |
| ---- | ------------------------------------- | ----------------- |
| 2000 | Nino y su pandilla                    | El mismo          |
| 2005 | Be Cool                               | Él mismo y Zulave |
| 2005 | Ramírez                               |                   |
| 2006 | Instant Def                           | Zap               |
| 2007 | Cosmic Radio                          | Marcus            |
| 2009 | Street Fighter: The Legend of Chun-Li | Vega              |
| 2009 | Queen of the South                    |                   |
| 2012 | What to Expect When You're Expecting  | Cameo como juez   |
| 2013 | This Is So Great!!                    | Él mismo          |
| 2013 | Toy Hunter                            | Él mismo          |
| 2014 | Jamesy Boy                            | Guillermo         |